# Dimeria sinensis
Dimeria sinensis är en gräsart som beskrevs av Alfred Barton Rendle. Dimeria sinensis ingår i släktet Dimeria och familjen gräs. Inga underarter finns listade i Catalogue of Life.